# 徳川の女たち
『徳川の女たち』（とくがわのおんなたち）は、フジテレビと東映が制作し、1980年4月14日から7月4日に『ライオン奥様劇場』枠で放送されたテレビ時代劇。全60話。

## 概要
- いわゆる「大奥」ものにあたるジャンルの作品であるが、江戸時代を通して取り上げるものではなく、春日局、徳川吉宗を慕う町娘・お袖（本性院お袖とは別人）、松島局をそれぞれ主人公に据えた20話完結の3部構成となっている。関西テレビ、フジテレビの大奥物には共通して史実軽視の傾向がみられるが、このドラマは衣裳考証から人物考証までその傾向がさらに加速されて、エンターテイメント性を重視する傾向が強い。第一部では、徳川家康の正室築山殿が生きており、春日局を陰から助ける。第三部に至っては伊達騒動を元にした歌舞伎『伽羅先代萩』をネタにしている。

### あらすじ
- 第一部：春日局は自らが養育した徳川家光を次期将軍とすべく、お江の方のおす徳川忠長に対抗してさまざまな策謀をめぐらせる…
- 第二部：密かに徳川頼方と恋仲になっていた江戸の町娘・お袖は、苦悩の末、八代将軍となった頼方(吉宗)を追って大奥に上がるが…
- 第三部：徳川家斉の時代、世継ぎをめぐる陰謀から将軍の子供を次々暗殺する大奥総取締・滝川。大奥を追放された元側室・左京の局の懇願により、左京の方の子の乳母「松島」として大奥入りしたゆきえだったが…

### 再放送
- 2009年、HDリマスター処理を施されたうえでCSの時代劇専門チャンネルで再放送されている。
- 2014年、日本BS放送で平日早朝に1日2話連続で再放送された。
- 2022年、CSの東映チャンネルで、毎週月曜日に4話ずつ再放送されている。

### ネット配信
- 2022年6月4日より、YouTube「東映時代劇YouTube」から第1・2話が常時配信されている。

## スタッフ
- 原案・脚本：西沢裕子
- 企画：石黒正保・久坂順一朗（フジテレビ）
- プロデューサー：杉本直幸、今川行雄、生駒伊織
- 音楽：渡辺岳夫
- 監督：黒田義之、長谷川安人、家喜俊彦、亀岡正人
- 制作協力：関西美工
- 制作：東映、フジテレビ
- ナレーター：幸村有希子

## キャスト
第一部「華麗　春日局」（#1～#20）
徳川家の安泰と三代将軍・家光のため自分の生涯を投げうって生きた春日局と、まわりの女性たちとの壮絶なたたかいのドラマ。
元和３年、二代将軍・秀忠の時代。徳川三代将軍は家康存命中は春日局の直訴によって、長子・家光と決まっていたが、死後状況が変わり、城中の大方の意見は忠長に傾いていた。それは秀忠の正室・お江の方の圧力と、何事にも優れた忠長への期待によるものだった。一方家光は、誰の目からも見おとりしていた。唯一気遣っていたのは乳母・おふく、すなわち春日局だった。春日局は、何としてもこの事態を収拾せねばならないと策をめぐらしていた…。
- 春日局：松尾嘉代
- 徳川家光：荒木しげる
- お楽の方：鈴鹿景子
- 徳川忠長：永井秀和

- 稲葉常正：神田橋満
- 隆光：西田健

- りん：清嶋智子
- 九重：松村康世
- ゆき：志乃原良子
- 八橋：原あけみ
- 東堂：武田てい子
- 孝子：吉本真由美
- とし：岡本美佐子
- たい：河東けい
- きく：中塚和代
- とき：星野美恵子
- あき：吉田哲子
- たこ：佐名手ひさ子
- さき：桂登志子
- 長寿：岡嶋艶子
- 近藤数之進：五十嵐義弘
- 百合：徳永真由美
- 鳥井作之助：大月正太郎
- 仙吉：高木吉治
- 権太：福本清三
- 義十：笹木俊志
- お坊主：大城泰
- 田島久蔵：奔田陵
- 鍵田十三郎：西田良
- 本多佐渡守：丘路千
- 島津公：那須伸太朗
- 伊達公：森源太郎
- 徳兵衛：中村錦司
- 佐兵衛：北見唯一
- 田島五郎右衛門：永田光男
- 田川右近：石倉英彦
- 徳川秀忠：仲谷昇
- 稲葉正成：藤巻潤
- 松平伊豆守：御木本伸介
- お江の方：久保菜穂子
- 築山殿：木暮実千代

第二部「悲恋　お袖吉宗」（#21～#40）
「愛」という形象のなかに彩られた人間的本質―相剋と葛藤、孤独と恐怖、嫉妬と憎悪、不安と疑惑を、大奥という特異な世界を舞台に描く。第二部は、八代将軍になるとは思っていなかった若き日の吉宗（中島久之）と、江戸の町娘・お袖（吉沢京子）との清純なラブロマンス。
- お袖：吉沢京子
- 徳川頼方→徳川吉宗：中島久之
- 田崎玄右衛門（側用人）：北村英三
- 長昌院：中村芳子
- 筒井順斎（昌平黌 教授）：武藤英司
- お由利の方：谷口香

- たけ（昌平黌の女中）：かわいのどか
- 源太（昌平黌の学生）：有光豊
- 久松幾之進（昌平黌の学生）：小坂和之
- 近藤由蔵（昌平黌の学生）：白井滋郎
- 十朱一作（昌平黌の学生）：石塚祥聖
- 学生（昌平黌の学生）：峰蘭太郎
- 久兵衛（お袖の許婚）：石田信之

- 紀伊頼職：芝本正
- 水戸綱條：千葉保
- 尾張継友：坂東京三郎

- 間部詮房（筆頭老中）：勝部演之
- 亀岡（大奥年寄）：長谷川待子
- 山吹（大奥女中）：湖条千秋
- 吉野（大奥女中）：平野真理
- さくら（大奥女中）：立花夕起子
- 五月（大奥女中）：江田真弓
- 寿安（お坊主）：小林泉
- 長命（お坊主）：新屋英子
- 利庵（医者）：森源太郎
- 浜口新兵衛（お浜御殿の留守居役）：北原将光
- 相庵（奥医師）：北村光生

- 月光院：西尾美栄子
- お清（お袖の叔母）：桜町弘子
- 瀬山（大奥総取締）：加茂さくら

第三部「哀惜　母ひとり」（#41～#60）
第三部は、幼い主君を守るために我が子を犠牲にしなければならなかった古い道徳の時代の話を描く。大奥留守居役・木村伊織の妻ゆきえは、かつて仕えた左京の方の頼みで、夫・伊織と離縁して若君・福松の乳母として大奥に上がる。
- ゆきえ→松島：中村玉緒
- 木村伊織（大奥留守居役）：天田俊明
- 茂子：仁和令子
- よし（呉服之間の女中）：浅利香津代
- 左京の方：高林由紀子

- 徳川家斉：川地民夫
- 智照尼（臨光寺の尼）：近江輝子
- 福松：工藤英夫
- 基子：島村晶子
- 小笠原山城守（大目付）：永井秀明
- 沢野（衣裳改役人）：白木万理

- 牧野播磨（側用人）：唐沢民賢
- 工藤十内（近習頭）：大木晤郎
- 佐々木左近（伊織の弟）：瀬戸山功
- 宮内雄一郎（伊織の部下）：西田良
- おちかの方（家斉の側室）：山口朱美
- おすめの方（家斉の側室）：奈三恭子
- かえで（左京の方付侍女）：植木悦子
- 梢（左京の方付侍女→松島付侍女）：三波美夕紀
- 浪路（滝川付侍女）：三浦徳子
- 町子（浪路の妹）：上原ゆかり
- ゆみ（滝川付侍女）：日高久美子
- 小太郎（ゆきえの子）：上田孝則
- 家千代（家斉の子）：中江一郎
- まつ（呉服之間の女中）：里見和香
- かな（呉服之間の女中）：多田千香
- てる（呉服之間の女中）：尾崎弥枝
- くみ（呉服之間の女中）：沢芝藍子
- あき（呉服之間の女中）：大崎紀子
- とし（呉服之間の女中）：戸崎ひとみ
- きみ（女中）：桐原五月
- たえ（女中）：中嶋洋子
- さゆり（家千代付侍女）：結城マミ
- とき（女中）：河野富子
- さち（女中）：藤方佐和子
- ひらめ（大奥御膳処頭）：酒井久美子
- 宮城（大奥お役人）：藤山喜子
- りき（呉服之間頭）：中真千子
- 浪花屋（浪路の父）：鈴木康弘
- 玄庵（奥医師）：日高久
- 尾張屋（近衛家御用商人）：市川男女之助
- 大江親信（左大臣）：溝田繁

- 酒井若狭守（老中）：川合伸旺
- 立野（元大奥中臈）：荒木雅子
- 医師・長作：長門勇（[特別出演]）

- 滝川（大奥総取締）：小山明子

| フジテレビ ライオン奥様劇場 | フジテレビ ライオン奥様劇場 | フジテレビ ライオン奥様劇場 |
| 前番組                      | 番組名                      | 次番組                      |
| --------------------------- | --------------------------- | --------------------------- |
| わたしは翔ばない            | 徳川の女たち                | ひまわり戦争                |